# Djúpið
Djúpið (Engelse titel: The Deep) is een IJslandse dramafilm uit 2012, geregisseerd door Baltasar Kormákur. De film is losjes gebaseerd op het gelijknamige toneelstuk van Jón Atla Jónasson, geïnspireerd op het waargebeurd verhaal van de unieke gebeurtenis toen een van de bemanningsleden, Guðlaugur Friðthórsson, zijn leven wist te redden nadat de vissersboot Hellisey VE503 in maart 1984 kapseisde en zonk.

## Rolverdeling
| Acteur                   | Personage |
| ------------------------ | --------- |
| Ólafur Darri Ólafsson    | Gulli     |
| Joi Johannsson           | Palli     |
| Stefán Hallur Stefánsson | Jón       |
| Þröstur Leó Gunnarsson   | Lárus     |
| Björn Thors              | Hannes    |

## Productie
De film werd geselecteerd als de IJslandse inzending voor de Oscar voor beste niet-Engelstalige film tijdens de 85ste Oscaruitreiking en kwam daarmee op de shortlist van januari. De film werd ook in 2013 genomineerd voor de Filmprijs van de Noordse Raad.

## Release
De film ging in première op 7 september 2012 op het Internationaal filmfestival van Toronto. Op 21 september 2012 werd de film uitgebracht in de IJslandse bioscoop.

## Ontvangst
Op Rotten Tomatoes heeft Djúpið een waarde van 94% en een gemiddelde score van 6,6/10, gebaseerd op 31 recensies.